# Pindères
Pindères is een gemeente in het Franse departement Lot-et-Garonne (regio Nouvelle-Aquitaine) en telt 218 inwoners (2004). De plaats maakt deel uit van het arrondissement Nérac.

## Geografie
De oppervlakte van Pindères bedraagt 37,8 km², de bevolkingsdichtheid is 5,8 inwoners per km².
De onderstaande kaart toont de ligging van Pindères met de belangrijkste infrastructuur en aangrenzende gemeenten.

## Demografie
Onderstaande figuur toont het verloop van het inwonertal (bron: INSEE-tellingen).